# 動物フィギュア
動物フィギュア（どうぶつフィギュア）は、動物をさまざまな素材、縮尺でモデル化した模型の総称。
フィギュア自体は人型のものを指す言葉であり、日本においてフィギュアが一般化する以前のブリテン社(Britains)製のものは、主に動物ミニチュアと呼ばれていた。

## 概要
日本においては、1999年の海洋堂原型の食玩『チョコエッグ』の大ヒットで、食玩で様々な動物のフィギュアが商品化されブームとなったが、それ以前の1960年代から1980年代にかけて輸入玩具の英国ブリテン社(Britains)製動物ミニチュアが流通しており、子供達に好評を博していた。
模型としては、後述のようにミリタリーモデルや鉄道模型の情景アクセサリーとしての需要はあるものの、これ自体を対象にしたものは比較的マイナーな状態である。2001年のワンダーフェスティバルでのホビージャパンのブースのテーマとして『ネイチャー物』として取り上げられ、松村しのぶによる作例や小池徹弥によるアニマテイルズのフィギュアを使ったディオラマ製作の実演などが行われた。

## 主なメーカー

### 日本
- 海洋堂
1980年代後半に動物のレジン製ガレージキットを生産していたが、1990年に大阪の水族館「海遊館」オープンにあわせて、レジン製完成品海洋生物のシリーズ『アクアランドシリーズ』をリリースする[2]。

1999年、前述の動物のレジンモデルやアクアランドシリーズの原型師の松村しのぶによる原型のABS樹脂製組み立て式のフィギュアをつけた食玩『チョコエッグ 日本の動物コレクション』（発売はフルタ）をリリース、大ヒットを引き起こし、『ペット動物シリーズ』も発売するが、販売のフルタ内部のトラブルの為、海洋堂はすばる堂にて『チョコQ』で両シリーズを継続する。
以後、様々なメーカーから様々なシリーズを動物フィギュアをリリース、『日本の動物シリーズ』、『ペット動物シリーズ』は『アニマテイルズ』、他に海洋生物の『アクアテイルズ』、恐竜など先史時代の動物の『ダイノテイルズ』、野鳥の『バードテイルズ』などを商品化する（チョコエッグ及び、チョコQの項も参照。）。
上記シリーズは一旦中断されるが、2013年のカプセルトイの『カプセルQミュージアム』の『日本の動物コレクション』、『恐竜発掘記ティラノサウルス』、『イカコレ』などで再開。食玩、カプセルトイ以外の商品も2015年の『メガソフビアドバンス』において1/35スケールの『シロナガスクジラ』を商品化し、その後、2016年に遊べるリアルソフビトイとして、動物フィギュアを多くラインナップする『ソフビトイボックス』をスタートした。
- タカラトミーアーツ（ユージン）
2002年、海洋堂の『チョコエッグ』に対抗して100円でカプセルトイ『原色爬虫類カメ目図鑑』をリリース。以後『原色図鑑シリーズ』をリリースし続ける。ただし、最初のカメ目図鑑から『原色爬虫類トカゲ図鑑』までと、『原色珊瑚図鑑』は中国製フィギュアにユージンで独自に彩色したもので、2003年の『原色淡水魚図鑑Ⅰ』からは原型師にKOWが起用されており、造形力が飛躍的に上がる。ただし、2005年の『原色昆虫図鑑Ⅰ』以降クオリティアップのために値段も200円になる[3]。
同時期にペット路線として、コンビニ売りのカプセルトイの『昭和猫』、カプセルトイ『犬』のシリーズもリリースされており、こちらは猫及び犬のフィギュアであり人気を博した。
- タカラトミー
2013年からミニカー『トミカ』のフォーマットを踏襲した、手のひらサイズの動物フィギュア『アニア』をシリーズ化している。大抵の動物に可動ギミックが施され、印象的な動作を再現できる知育玩具的な部分があるのが特色。プレイセットも各種用意されている。2016年からは本家『アニア』で商品化されてない動物や動物の子供をラインナップしたカプセルトイの『カプセルアニア』もリリースしている。
- 奇譚クラブ
2008年、原色図鑑シリーズの原型師KOWを迎えたカプセルトイ『ネイチャーテクニカラー』をリリースする。第一弾『海洋Ⅰ』以降、順調にリリースされている。ただし『ネイチャーテクニカラー』の開発には時間がかかるので、間にマグネットなどの機能を持つ実用的な『ネイチャーテクニカラーMONO』をはさんでリリースしている[4]。特に『ネイチャーテクニカラーMONO アマガエル』は『ハイパーホビー』誌の「ハイパーホビー・トイ・アワード2009」のトピック部門で2位を受賞した。
- ハピネット・ロビン
2005年にソフビ人形で『動物大百科』をリリースしていた。動物フィギュアが主に食玩か輸入品中心であった為、日本製で玩具店で買える数少ない商品となった。基本的に動物園で見られる動物を商品化しており、その商品構成はバンダイ製『ウルトラ怪獣シリーズ』に影響されているとされる[5]。日本製なので、動物フィギュアには珍しくニホンジカやニホンザルがラインナップされている[6]。
- カロラータ
食玩などに多いサイズの小型の動物フィギュアをケースに入れたセット売りしたものを、主に動物園や水族館の売店で販売している。
- フェバリット
恐竜と海洋生物のレジン製完成品モデル（『デスクトップモデル』）をリリースしていたが、同じ原型で塩化ビニール製の『ソフトモデル』をリリースしている。海洋生物は主にクジラのフィギュアが多い。2001年頃には陸上の動物や鳥類の完成品モデルを販売していた事もある。

### イギリス
- BRITAINS（ブリテン社）
1960年代から動物ミニチュアを商品化しており、日本でも知名度が高い。スケールは1/32で動物の『ZOO』と家畜の『Farm』の2シリーズがあるが、『ZOO』は1990年代に生産をやめており、現在は『Farm』のみリリースされている[7]。
古くからあるのと、スケールがミリタリーモデルの1/35と近似値なので、ディオラマのアクセサリーとしての需要も多い[8]。

### ドイツ
- Schleich（シュライヒ）
基本的にノンスケールであるが海洋生物の『シーライフ』には1/32、犬は1/12と一部スケールが設定されているシリーズもある。先史時代の動物（1/20）の哺乳類も充実したラインナップを誇る。
- Preiser（プライザー）
鉄道模型のストラクチャーのメーカー。鉄道模型を扱うホビーショップで扱われている事が多い。スケールは1/24。他にHOゲージ用の動物も充実している。

### アメリカ
- Safari（サファリ社）
日本においては主に動物園や水族館で扱われる機会が多く、モントレーベイ水族館監修の海洋生物のフィギュアの『モントレーコレクション』（1/20及び1/40）など、様々な動物が商品化されている。

### フランス
- Papo